# Yannick Youyoutte
Yannick Youyoutte (Francia, 30 de agosto de 1999) es un jugador profesional francés de rugby que se desempeña en la posición de segunda línea en Rugby Club Toulonnais, equipo perteneciente a la liga Top 14.

## Carrera
Youyoutte es un jugador de formación francesa (JIFF). Comenzó su carrera deportiva con el equipo Good Luck Rugby, en el cual jugó nueve temporadas (2004-2013), después pasó a Stade Toulousain (2013-2023), luego a Rugby Club Toulonnais, donde lleva jugando una temporada.